# Токервілл (Юта)
Токервілл (англ. Toquerville) — місто (англ. city) в США, в окрузі Вашингтон штату Юта. Населення — 1870 осіб (2020).

## Географія
Токервілл розташований за координатами 37°15′19″ пн. ш. 113°17′35″ зх. д. / 37.25528° пн. ш. 113.29306° зх. д. (37.255299, -113.293157).  За даними Бюро перепису населення США в 2010 році місто мало площу 39,18 км², уся площа — суходіл. В 2017 році площа становила 44,68 км², уся площа — суходіл.

## Демографія
Згідно з переписом 2010 року, у місті мешкало 1370 осіб у 444 домогосподарствах у складі 366 родин. Густота населення становила 35 осіб/км².  Було 501 помешкання (13/км²).
Расовий склад населення:
| - 96,0 % — білих - 1,4 % — корінних американців - 0,4 % — азіатів - 0,2 % — вихідців з тихоокеанських островів |

До двох чи більше рас належало 1,8 %. Частка іспаномовних становила 2,7 % від усіх жителів.
За віковим діапазоном населення розподілялося таким чином: 29,7 % — особи молодші 18 років, 54,3 % — особи у віці 18—64 років, 16,0 % — особи у віці 65 років та старші. Медіана віку мешканця становила 37,3 року. На 100 осіб жіночої статі у місті припадало 102,1 чоловіків;  на 100 жінок у віці від 18 років та старших — 97,7 чоловіків також старших 18 років.
Середній дохід на одне домашнє господарство  становив 89 402 долари США (медіана — 65 909), а середній дохід на одну сім'ю — 97 990 доларів (медіана — 73 371). За межею бідності перебувало 7,6 % осіб, у тому числі 12,0 % дітей у віці до 18 років та 0,8 % осіб у віці 65 років та старших.
Цивільне працевлаштоване населення становило 673 особи. Основні галузі зайнятості: освіта, охорона здоров'я та соціальна допомога — 22,6 %, роздрібна торгівля — 12,5 %, науковці, спеціалісти, менеджери — 12,3 %.